# Leaving (série télévisée)
Pour les articles homonymes, voir Leaving.
Leaving (« Séparation ») est une mini-série dramatique britannique en trois parties de 45 minutes écrite par  Tony Marchant, réalisée par Gaby Dellal (en) et diffusée du 10 au 24 septembre 2012 sur ITV.
En France, les 3 parties consécutives de mini-série ont été diffusés le 20 mars 2014 sur Arte.

## Synopsis
La série décrit l'évolution d'une passion amoureuse survenue de nos jours à Warrington (dans le Cheshire) entre une femme mariée de 44 ans, mère de famille et cadre moyen dans l'hôtellerie - et un jeune homme de 24 ans, célibataire dilettante en attente d'une orientation professionnelle et issu d'un milieu bourgeois.

## Distribution
- Helen McCrory : Julie
- Callum Turner : Aaron
- Callum Austin : Dean
- Gregg Chillin : Jonah
- Linzey Cocker : Kelly
- Nick Dunning : Jim
- Deborah Findlay (en) : Vanessa
- Sean Gallagher (en) : Michael
- Hera Hilmar : Paulina
- Sandra Huggett (en) : Angela
- Bart Edwards : Tom
- Celyn Jones : Hugh
- Anna Koval : Agnetha
- Amelia Young : Maxine
- Olwen May : Registrar

## Les personnages
Helen McCrory joue July Ranmore, la séduisante et énergique maître d'hôtel de 44 ans dédiée à son travail, dans la lignée des gouvernantes et butlers britanniques incarnés par Phyllis Logan dans la série Downton Abbey ou Anthony Hopkins dans Les Vestiges du jour).
Callum Turner joue Aaron Hughes, jeune homme de bonne famille, 24 ans, diplômé, qui, depuis la fin de ses études, vit chez ses parents en attendant de trouver un travail. Il a un chagrin d'amour (son frère a épousé la jeune fille qu'il aimait), et pense qu'un temps de travail dans l'hôtellerie le changera... 
Sean Gallagher joue Michael Ranmore, l'époux de July, gardien de parking au sang chaud, légèrement paranoïaque, qui répond trop bien aux avances d'une jeune cliente qui ne cherchait qu'à le provoquer (Linzey Cocker). Il perd son travail, vient se battre avec l'amant de sa femme sur leur lieu de travail...Il fait bloc avec ses 2 enfants pour forcer July à revenir au domicile conjugal et la réinsérer dans sa case sociale : son rôle de mère de famille.
Les parents d'Aaron (joués par Deborah Findlay (en) et Nick Dunning) méritent une mention spéciale : lui est pilote de ligne, volage - elle est l'épouse bourgeoise et résignée, en qui son fils trouve une alliée inattendue. La scène où les parents Hughes reviennent inopinément d'un week-end à Harrogate et découvrent dans leur résidence leur fils de 24 ans avec sa maitresse de 44 ans est poignante

## Réception critique
Véronique Macon, de Le Nouvel Observateur, a écrit dans son article intitulé "Leaving : amours interdits et savoir-faire britannique" : Cette mini-série de trois épisodes est marquée par le savoir-faire britannique. Les acteurs, qui ont vraiment l'âge de leur rôle, nous livrent une interprétation brillante, comme souvent chez nos voisins d'outre -Manche. Helen McCrory est totalement crédible dans son personnage rongé par le doute, la culpabilité mais emporté par une passion dévorante. Callum Turner est simplement craquant.
J.M. Selva de Sud Ouest a écrit dans son blog : Leaving aborde la crise dite de la quarantaine à travers Julie, une organisatrice de mariages. À 44 ans, elle voue sa vie à son métier pour oublier la sienne devenue terne mais pourtant classique avec un mari et deux adolescents. Le train-train quotidien sera aussi fatal à ce couple lassé. Le quotidien de Julie va être bouleversé par l’arrivée dans l’hôtel où elle travaille d’un jeune serveur Aaron. Pourtant tout les sépare : l’âge, Aaron étant de 20 ans le cadet de Julie. Lui, narquois, cynique et arrogant ; elle, aimable dont le bonheur des autres suffit. Mais va alors naître entre eux un amour au-delà des conventions, un amour intense mettant en danger leurs univers familiaux et professionnels..
Sur "Littlebird.com" : Nous avons eu la chance de voir en avant-diffusion Leaving, une nouvelle dramatique de Tony Marchant (l'auteur de Public Enemies et de Garrow’s Law) , qui débute lundi prochain sur ITV. L'héroïne est jouée par Helen McCrory : c'est une femme mariée, mère de 2 adolescents, elle se consacre à son travail de directrice adjointe dans un hôtel réputé pour les fêtes de mariage qui y sont organisées; sa vie bascule quand arrive un jeune homme qui débute comme serveur. Helen McCrory (si bonne en ce moment au théâtre dans Last of the Haussmans) est absolument parfaite (de même que ses collègues acteurs) dans cette dramatique, dirigée par Gaby Dellal, qui est finement observée, sexy, et sonne vrai. Voilà de la TV qui vaut le détour... 
Leaving est aussi une bonne analyse des conditions de travail et de vie dans la Grande-Bretagne contemporaine.
Le château (qui rappelle celui où se déroule Le Messager de Joseph Losey) déchu et devenu auberge 2 étoiles, où sont célébrés chaque samedi des mariages (au budget sévèrement étudié et au forfait comportant une bénédiction stéréotypée) voit s'activer des employés immigrés : la réceptionniste vient du sud, les 2 serveuses (qui tournent autour du nouveau jeune serveur issu d'une bonne famille anglaise) sont polonaises, les femmes de chambre d'origine africaine. 
Loin des frôlements discrets et des affrontements feutrés si bien décrits dans la série Downton Abbey, de nos jours les luttes pour le pouvoir sur les lieux de travail ont lieu au grand jour, les jeunes serveuses rivalisent en séduction avec leur supérieure, les employées perdent leur self-control pendant les heures de service, le mari désespéré et aveuglé par la jalousie vient faire le coup de poing dans la grande salle à manger...Mais les conventions sociales restent puissantes, et pas plus que dans Chéri (Colette) ou Le Diable au corps (Radiguet), la fin de Leaving n'est heureuse.